# Penisbot

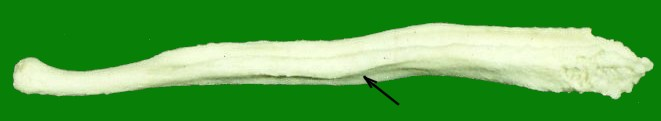
Os penis van een hond

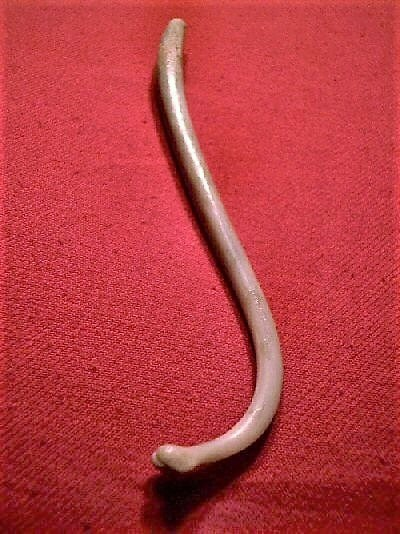
Penisbeen van een wasbeer

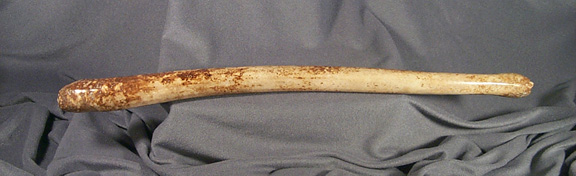
Penisbot van een walrus (56 cm lang)

Het penisbot of penisbeen (baculum, os penis) is een bot dat wordt aangetroffen in de penis van veel zoogdiersoorten, waaronder een groot deel van de roofdieren en knaagdieren en enkele soorten primaten. Bij andere zoogdieren, waaronder buideldieren, hyena's, haasachtigen en de mens, ontbreekt het penisbot.
Sommige diersoorten, bijvoorbeeld verschillende soorten galago's, zijn enkel goed van elkaar te onderscheiden door de vorm van het penisbot. De walrus heeft het langste penisbot, met een lengte van rond de zestig centimeter.